# José Francisco Agulló Sevilla
José Francisco Agulló Sevilla, conocido como José Fran y killer de Santa Pola(Santa Pola, Alicante, España, 1 de junio de 1992) es un futbolista español. Juega de centrocampista y actualmente pertenece al UCAM Murcia Club de Fútbol de Segunda División RFEF.

## Trayectoria
José Francisco se formó en las categorías inferiores del Villarreal hasta jugar en su juvenil en la temporada 09-10, en la siguiente campaña en la 10-11 jugó en el Hércules Juvenil y ya acabada su etapa como juvenil fichó por el Santa Pola en la 11-12. 
En la 12-13 La Nucia lo incorporó en tercera y el Eldense lo fichó en verano de 2013 para intentar el ascenso a segunda b y así fue, siendo uno de los mejores del equipo alicantino y clave del ascenso del conjunto alicantino. El Córdoba se fijó en él y lo fichó en verano de 2014 para su filial en segunda b participando en 34 partidos, 28 como titular y marcando 5 goles. Miroslav Djukic, entrenador del primer equipo, lo convocó en dos partidos en primera pero no llegó a debutar.
El interior zurdo en la siguiente temporada es fichado por el Burgos CF, haciendo una gran campaña, marcando 7 tantos y cuajando muy buenos partidos, siendo la revelación del equipo blanquinegro.
En la temporada 2015/16 firma por el Albacete Balompié, club al que ayudó al ascenso a Segunda, disputando 29 partidos y logrando 3 goles. 
El 30 de diciembre de 2017 ficha por el Hércules CF.
El 14 de septiembre de 2020 ficha por el Club Deportivo Numancia.
El 10 de junio de 2021, se compromete con el Club Deportivo Atlético Baleares de la Primera División RFEF por una temporada.
El 18 de julio de 2022, firma por el UCAM Murcia Club de Fútbol de Segunda División RFEF.

## Clubes
| Club                             | País   | Año             |
| -------------------------------- | ------ | --------------- |
| Villareal B                      | España | 2010            |
| Hércules B                       | España | 2010-2011       |
| Santa Pola Club de Fútbol        | España | 2011-2012       |
| Club de Fútbol La Nucía          | España | 2012-2013       |
| CD Eldense                       | España | 2013-2014       |
| Córdoba Club de Fútbol "B"       | España | 2014-2015       |
| Burgos CF                        | España | 2015-2016       |
| Albacete Balompié                | España | 2016-2017       |
| Hercules CF                      | España | 2017-2019       |
| Club de Fútbol Fuenlabrada       | España | 2019-2020       |
| Club Deportivo Numancia          | España | 2020-2021       |
| Club Deportivo Atlético Baleares | España | 2021-2022       |
| UCAM Murcia Club de Fútbol       | España | 2022-Actualidad |